# Carboxylierung
Als Carboxylierung oder Karboxylierung bezeichnet man in der Chemie eine Reaktion zur Einführung einer Carboxygruppe in eine organische Verbindung, wobei Carbonsäuren entstehen. Die umgekehrte Reaktion, bei der Kohlenstoffdioxid abgespalten wird, ist die Decarboxylierung.

## Reaktionsmechanismus
Die Carboxylierung verläuft vom Reaktionsmechanismus her meistens wie eine nukleophile Addition an eine Kohlenstoff-Heteroatom (CX)-Mehrfachbindung, in diesem Fall an eine Kohlenstoff-Sauerstoff-Doppelbindung (siehe: Carbonylgruppe). Bei anderer Betrachtungsweise jedoch – von der Seite des zweiten Reaktants her – kann die Reaktion auch den elektrophilen Substitutionen zugeordnet werden (siehe: Beispiele).

## Reaktante

### Carboxylierungsreagenz
Die Carboxylierung kann nicht nur mit Kohlenstoffdioxid als Reaktant durchgeführt werden, sondern auch mit Metallkomplexen wie Nickeltetracarbonyl oder Phosgen (hier mit anschließender Hydrolyse). All diesen Reaktanten gemein ist das Vorhandensein eines „positivierten“ (elektronenarmen) Kohlenstoffatoms, an dem das Nukleophil angreift.

### Nukleophil
Als Nukleophil dienen elektronenreiche Verbindungen wie Anionen (z. B. Acetylenide und Phenolate) oder Verbindungen mit einem Ladungsungleichgewicht (Dipole, wie z. B. Alkylmagnesiumhalogenide (Grignard-Verbindungen) oder polarisierte Aromaten).

## Beispiele

### Carboxylierung von Acetyleniden
Acetylenide reagieren mit Kohlenstoffdioxid in Form von Trockeneis zu Alkinsäuren:

Durch die Addition des Anions des Natriumacetylenids an den Carbonykohlenstoff entsteht das Natriumsalz einer Alkinsäure.

### Carboxylierung von Phenolaten
Die Herstellung von 2-Hydroxybenzoesäuren erfolgt durch die Carboxylierung von Phenolaten mit Kohlenstoffdioxid (Kolbe-Schmitt-Reaktion):

Mechanismus der Kolbe-Schmitt-Reaktion: Natriumphenolat reagiert in einer basenkatalysierten Reaktion mit Kohlenstoffdioxid zum Natriumsalz der Salicylsäure (2-Hydroxybenzoesäure)

Von der Seite des Phenols betrachtet findet eine elektrophile Substitution eines Wasserstoffs gegen die Carboxygruppe am aromatischen Ring statt.

### Carboxylierung von Alkylmagnesiumhalogeniden
Carbonsäuren entstehen durch Carboxylierung von Alkylmagnesiumhalogeniden (Grignard-Verbindungen) bei Raumtemperatur:

Reaktion von tert-Butylmagnesiumbromid mit Kohlenstoffdioxid zu Pivalinsäure.

### Carboxylierung durch Phosgen
Im Beisein einer Lewis-Säure als Katalysator können Aromaten mit Hilfe von Phosgen carboxyliert werden:

Reaktion von Aromaten mit Phosgen zu aromatischen Carbonsäuren. Als Katalysator dient Aluminiumchlorid (AlCl_{3}).

Dieser Reaktion liegt der Mechanismus einer elektrophilen Substitution zugrunde.
Das entstandene Carbonsäurechlorid muss anschließend noch zur Carbonsäure und Chlorwasserstoff hydrolysiert werden.

### Biochemische Carboxylierungen
Die Übertragung von Carboxygruppen spielt eine wichtige Rolle in biochemischen Systemen und wird durch Enzyme, sogenannte Carboxylasen (Carboxy-Transferasen) vermittelt. Beispielhaft findet bei der Fotosynthese, einem für das Leben auf der Erde zentralen Vorgang, die Fixierung von anorganischem Kohlenstoff in einer organischen Verbindung durch das Enzym RuBisCO statt. Die Carboxylierung ist mit einer Speicherung von Energie im entstehenden Molekül verbunden.

Carboxylierung von Enol-Pyruvat mit Biotin als prosthetischer Gruppe